# Hemicoelus costatus
Hemicoelus costatus is een keversoort uit de familie van de klopkevers (Anobiidae). De wetenschappelijke naam van de soort werd in 1830 als Anobium costatum gepubliceerd door Aloysius Aragona.

## Verspreiding
De soort komt voor in Europa en Turkije.